# Sanctuaire Notre-Dame-de-Lourdes de Plovdiv
Le sanctuaire Notre-Dame-de-Lourdes est une église située à Plovdiv en Bulgarie, rattachée au diocèse de Sofia et Plovdiv de l’Église catholique. La Conférence épiscopale inter-rituelle de Bulgarie l’a déclaré sanctuaire national en 1996,.

## Historique
L’église est consacrée par le vicaire apostolique de Sofia et Plovdiv, Roberto Menini (bg), le 12 septembre 1909. Elle devient sanctuaire national en 1996,.